# Ischiopsopha
Ischiopsopha es un género de escarabajos de la familia Scarabaeidae.
La especie tipo es Cetonia bifasciata Quoy & Gaimard, 1824. Tienen la punta del escutelo visible. El género se encuentra en Australia.

## Especies
- Ischiopsopha antoinei Allard, 1995
- Ischiopsopha arouensis (J. Thomson, 1857)
- Ischiopsopha arthuri Audureau, 2000
- Ischiopsopha asperipennis Miksic, 1978
- Ischiopsopha aurora (Kraatz, 1898)
- Ischiopsopha bennigseni Moser, 1906
- Ischiopsopha bifasciata (Quoy & Gaimard, 1824)
- Ischiopsopha blancbonnet Allard, 1995
- Ischiopsopha bonnetblanc Allard, 1995
- Ischiopsopha bruyni Lansberge, 1880
- Ischiopsopha cambodiensis (Wallace, 1867)
- Ischiopsopha carminata Devecis, 2008
- Ischiopsopha castanea Moser 1912
- Ischiopsopha ceramensis (Wallace, 1867)
- Ischiopsopha clarki Allard, 1995
- Ischiopsopha chaminadei Antoine, 2004
- Ischiopsopha chuai Rigout, 1997
- Ischiopsopha concina (Wallace, 1867)
- Ischiopsopha cupreopyga Moser, 1926
- Ischiopsopha dechambrei Allard, 1995
- Ischiopsopha dives Gestro, 1876
- Ischiopsopha durvilli (Burmeister, 1842)
- Ischiopsopha emarginata Ritsema, 1879
- Ischiopsopha erratica Krikken, 1983
- Ischiopsopha esmeralda (Wallace, 1867)
- Ischiopsopha gagatina Heller, 1899
- Ischiopsopha gestroi Van der Poll, 1886
- Ischiopsopha harti  Alexis & Delpont, 2000
- Ischiopsopha helleri Moser, 1906
- Ischiopsopha hoyoisi Rigout, 1997
- Ischiopsopha hudsoni Heller, 1894
- Ischiopsopha kerleyi Allard, 1995
- Ischiopsopha kuehbandneri Allard, 1995
- Ischiopsopha ignipennis Gestro, 1876
- Ischiopsopha inequalis  Alexis & Delpont, 2000
- Ischiopsopha jamesi Waterhouse, 1876
- Ischiopsopha kerleyi Allard, 1995
- Ischiopsopha laglaizei (Lansberge, 1879)
- Ischiopsopha laglaizei allardi Delpont, 1995
- Ischiopsopha laglaizei cuprea Moser, 1906
- Ischiopsopha landfordi Allard, 1995
- Ischiopsopha latreille (Gory & Percheron, 1833)
- Ischiopsopha lucivorax Kraatz, 1890
- Ischiopsopha lucivorax buloloensis  Alexis & Delpont, 2000
- Ischiopsopha macfarlanei Heller, 1895
- Ischiopsopha meeki Krikken, 1983
- Ischiopsopha minettii Allard, 1995
- Ischiopsopha nigroloba Ritsema, 1879
- Ischiopsopha nigroloba soucioui  Alexis & Delpont, 2000
- Ischiopsopha nosdhuhi  Alexis & Delpont, 2000
- Ischiopsopha obiensis Miksic, 1976
- Ischiopsopha olivacea (J. Thomson, 1860)
- Ischiopsopha olivacea ulricae (Mohnike, 1871)
- Ischiopsopha plana (Paykull, 1817)
- Ischiopsopha poggii Allard, 1995
- Ischiopsopha pulchripes (J. Thomson, 1877)
- Ischiopsopha purpureitarsis Moser, 1912
- Ischiopsopha ritsemae  Van der Poll, 1886
- Ischiopsopha ritsemae celebensis Allard, 1995
- Ischiopsopha rugata (Blanchard, 1842)
- Ischiopsopha ruteri Allard, 1995
- Ischiopsopha samuelsoni Rigout, 1997
- Ischiopsopha samuelsoni mundaensis Rigout, 1997
- Ischiopsopha scheini Schürhoff, 1942
- Ischiopsopha similis Kraatz, 1895
- Ischiopsopha sticheri Delpont, 2009
- Ischiopsopha striolatissima Delpont, 1995
- Ischiopsopha tibialis Kraatz, 1895
- Ischiopsopha tomiensis Schürhoff, 1934
- Ischiopsopha uhligi Allard, 1995
- Ischiopsopha uliasica Krikken, 1983
- Ischiopsopha utakwa Krikken, 1983
- Ischiopsopha vicina Moser, 1908
- Ischiopsopha violacea Janson, 1917
- Ischiopsopha wallacei (J. Thomson, 1857)
- Ischiopsopha wallacei yorkiana (Janson, 1877)
- Ischiopsopha wallisiana (J. Thomson, 1860)
- Ischiopsopha wallisiana salomonensis Schürhoff, 1934
- Ischiopsopha willemsteini Allard, 1995
- Ischiopsopha willemsteini kainantuensis Allard, 1995
- Ischiopsopha yapasbouf Rigout, 1997